# Ribaforada
Ribaforada és un municipi de Navarra, a la comarca de Tudela, dins la merindad de Tudela. Limita amb Fontellas, Ablitas, Buñuel i el riu Ebre, que el separa de Fustiñana i Cabanillas. Està format per les pedanies històriques de Ribaforada i Estercuel.

## Demografia
| Evolució demogràfica                                  | Evolució demogràfica | Evolució demogràfica | Evolució demogràfica | Evolució demogràfica | Evolució demogràfica | Evolució demogràfica | Evolució demogràfica | Evolució demogràfica | Evolució demogràfica | Evolució demogràfica |
| 1996                                                  | 1998                 | 1999                 | 2000                 | 2001                 | 2002                 | 2003                 | 2004                 | 2005                 | 2006                 | 2007                 |
| ----------------------------------------------------- | -------------------- | -------------------- | -------------------- | -------------------- | -------------------- | -------------------- | -------------------- | -------------------- | -------------------- | -------------------- |
| 3 165                                                 | 3 189                | 3 179                | 3 188                | 3 249                | 3 397                | 3 440                | 3 416                | 3 437                | 3 478                | 3 466                |
| Fonts: Ribaforada i Institut d'Estadística de Navarra |                      |                      |                      |                      |                      |                      |                      |                      |                      |                      |

## Història
Va ser fundada sota el regnat de Sanç VI de Navarra en 1157 pels Cavallers Templers, que van aixecar un convent. En el mateix terme, pròxim a Fontellas, hi ha restes d'un assentament preromà. Segons la informació del Fur de Sobrarb de 1119 els assentaments de l'actual terme de Ribaforada eren: Azut, Espedolla i Estercuel. Des de mitjans del segle xii va ser senyoriu de l'Orde del Temple, després de la supressió del qual (1313) va passar a pertànyer als Hospitalers de Sant Joan de Jerusalem fins a la desamortització. On avui dia s'aixeca el nucli urbà va haver dues poblacions, al nord del barranc Estercuel, i al sud Ribaforada. Van coexistir fins a fondre's administrativament possiblement a la fi del segle xiv.